# Carlota Ciganda
Carlota Ciganda Machiñena, född 1 juni 1990 i Larráinzar, Navarra, är en spansk professionell golfspelare.
Carlota Ciganda blev professionell 2011. Hon har bland annat placerat sig trea vid Women's PGA Championship vid två tillfällen och vid U.S. Women's Open.